# Rednitzhembach
Rednitzhembach – miejscowość i gmina w Niemczech, w kraju związkowym Bawaria, w rejencji Środkowa Frankonia, w regionie Industrieregion Mittelfranken, w powiecie Roth. Leży około 5 km na północ od Roth i ok. 15 km na południe od Norymbergi, nad rzeką Rednitz, przy drodze B2 i linii kolejowej Monachium/Augsburg - Norymberga - Berlin.

## Dzielnice
W skład gminy wchodzą następujące dzielnice: 
- Alt-Rednitzhembach
- Igelsdorf
- Ober- und Unterfichtenmühle
- Plöckendorf
- Untermainbach
- Walpersdorf
- Weihersmühle